# Oviedo
Oviedo er hovedstad i den autonome region Asturien i Spanien.
Under den Spanske borgerkrig blev Oviedo belejret i 3 måneder.
Formel 1 køren Fernando Alonso blev født her